# احمد مطهری
احمد مطهری (۱۳۱۷–۱۳۶۹) فقیه شیعه بود. امامت جمعه شهرستان ساوه، تأسیس حوزه علمیه، عضویت در جامعه مدرسین حوزه علمیه و تدریس در حوزه علمیه و دانشگاه و تألیف کتب متعدد، سایر فعالیت‌های وی را شامل می‌شود مهم‌ترین اثر وی کتاب مستند تحریر الوسیله روح‌الله خمینی می‌باشد.

## تولد
وی در سال ۱۳۱۷ شمسی در خانواده‌ای مذهبی در شهر ساوه متولد شد. پدر وی حاج حسن مطهری از بازاریان و خیرین این شهر می‌باشد که مسجد انقلاب ساوه از آثار ایشان می‌باشد. مادر وی نیز از خانواده سرشناس شهیدی و اهل تهران بود.

## تحصیلات
شیخ احمد پس از خواندن دروس ابتدائی وارد حوزه علمیه ساوه که به مدیریت شیخ محمدحسین شریعتمدار ساوه‌ای اداره می‌شد گردیده و دو سال از کلاس وی و ابوالقاسم نحوی قمی استفاده نموده سپس به قم عزیمت کرده و مدت شش سال در حوزه علمیه قم به تکمیل دروس نهائی و سطح پرداخته و پس از پایان آن یک سالی نزد بروجردی و خمینی مشغول درس است.
پس از درگذشت سید حسین طباطبایی بروجردی در سال ۱۳۸۲ قمری به نجف اشرف مهاجرت و مدت یازده سال اقامت و از سیدروح الله خمینی،سید ابوالقاسم خوئی،سیدمحمودحسینی شاهرودی، سید نصراللَّه مستنبط و میرزا باقر زنجانی رحمه‌اللَّه علیه فقها و اصولاً استفاده نموده و در سال ۱۳۵۰ شمسی از طرف دولت شوم بعث عراق تسفیر به ایران گردیده و رحل اقامت به قم انداخته و مشغول تدریس شد.

## مسئولیت‌ها و مشاغل
مسئول دادگاه‌های انقلاب اسلامی مشهد، قاضی شرع دادگاه انقلاب کرج، و برخی از شهرهای دیگر شده تا در سال ۱۴۰۱ که به امام جمعه‌ای ساوه منصوب شد.

## تالیفات و آثار
1. یکدوره سی جلدی به نام مستند تحریرالوسیله که یازده جلد آن به طبع رسیده‌است و بقیه در تحت طبع می‌باشد.
2. طرح‌های رسالت در پیرامون مسئله خلاقت و زمامداری ۶ جلد که پنج مجلد آن در مورد علی بن ابی طالب و یک جلد دربارهٔ حسن مجتبی به طبع رسیده‌است.
3. یک دوره روابط در جامعه اسلامی در ضمن ۸ جلد که به چاپ رسیده‌است به شرح زیر:

(۱- رابطه اقتصادی عمومی ۲- رابطه اقتصادی خانوادگی ۳- تأمین رابطه جنسی ۴- کنترل رابطه جنسی ۵- رابطه دوستی و محبت ۶- رابطه وراثت و تربیت ۷- رابطه ولایت و حکومت).
1. کتاب پیرامون علم پیامبر اسلام و امام در مسائل غیبی.
2. کتاب شفاعت
3. نماز جمعه و احکام آن
4. کتاب جهاد
5. کنگره اسلامی حج
6. هدف حکومت اسلامی

## خدمات اجتماعی
1. بناء دو مدرسه در شهرستان ساوه بنام مدرسه الزهراء و مدرسه ولی عصر (ع).
2. پانزده دستگاه منزل برای رفاه طلاب و مدرسین حوزه علمیه ساوه.
3. مسجدی بنام ولی عصر عجل‌اللَّه فرجه در کنار میدان آزادی.
4. دعوت سه مدرس برای تدریس حوزه علمیه ساوه.
5. اداره و تأمین شهریه صد نفر از طلاب حوزه ساوه.
6. دفتر شهریه برای سادات مستحق ساوه و حومه آن.
7. تجدید بناء ساختمان مدرسه انقلاب در کنار مسجد انقلاب ساوه.
8. بناء کتابخانه حوزه علمیه ساوه در همان مدرسه در مرکز شهر.

## درگذشت
وی به دلیل ابتلا به سرطان در سن پنجاه و دو سالگی در روز اول ماه رمضان ۱۴۱۱ قمری برابر بیست و هفتم اسفند ماه ۱۳۶۹ شمسی درگذشت و در شهرستان ساوه در کنار قبرستان شهداء او را به خاک سپردند.